# Henån
Henån is de hoofdplaats van de gemeente Orust in het landschap Bohuslän en de provincie Västra Götalands län in Zweden. De plaats heeft 1855 inwoners (2005) en een oppervlakte van 193 hectare.

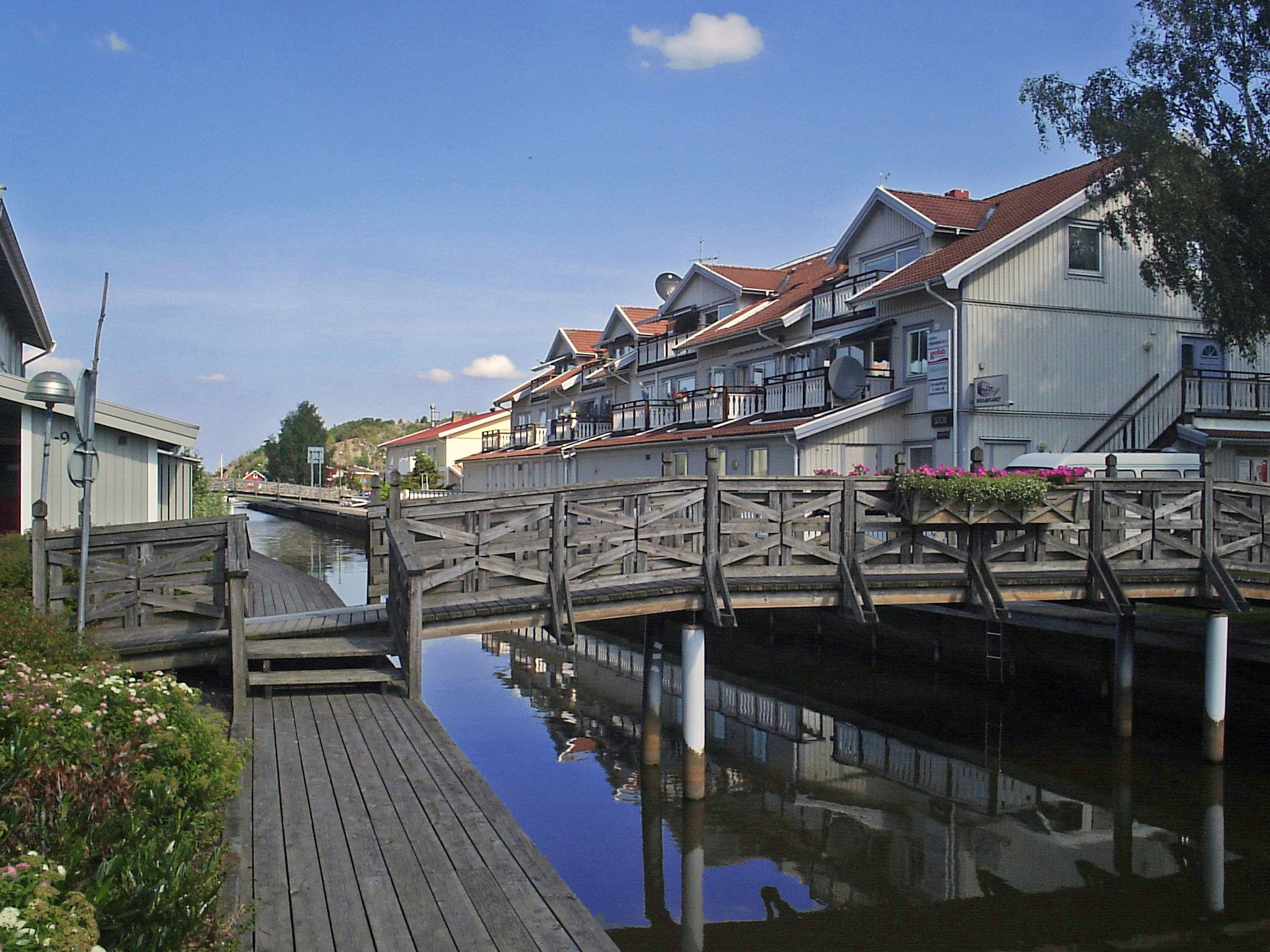
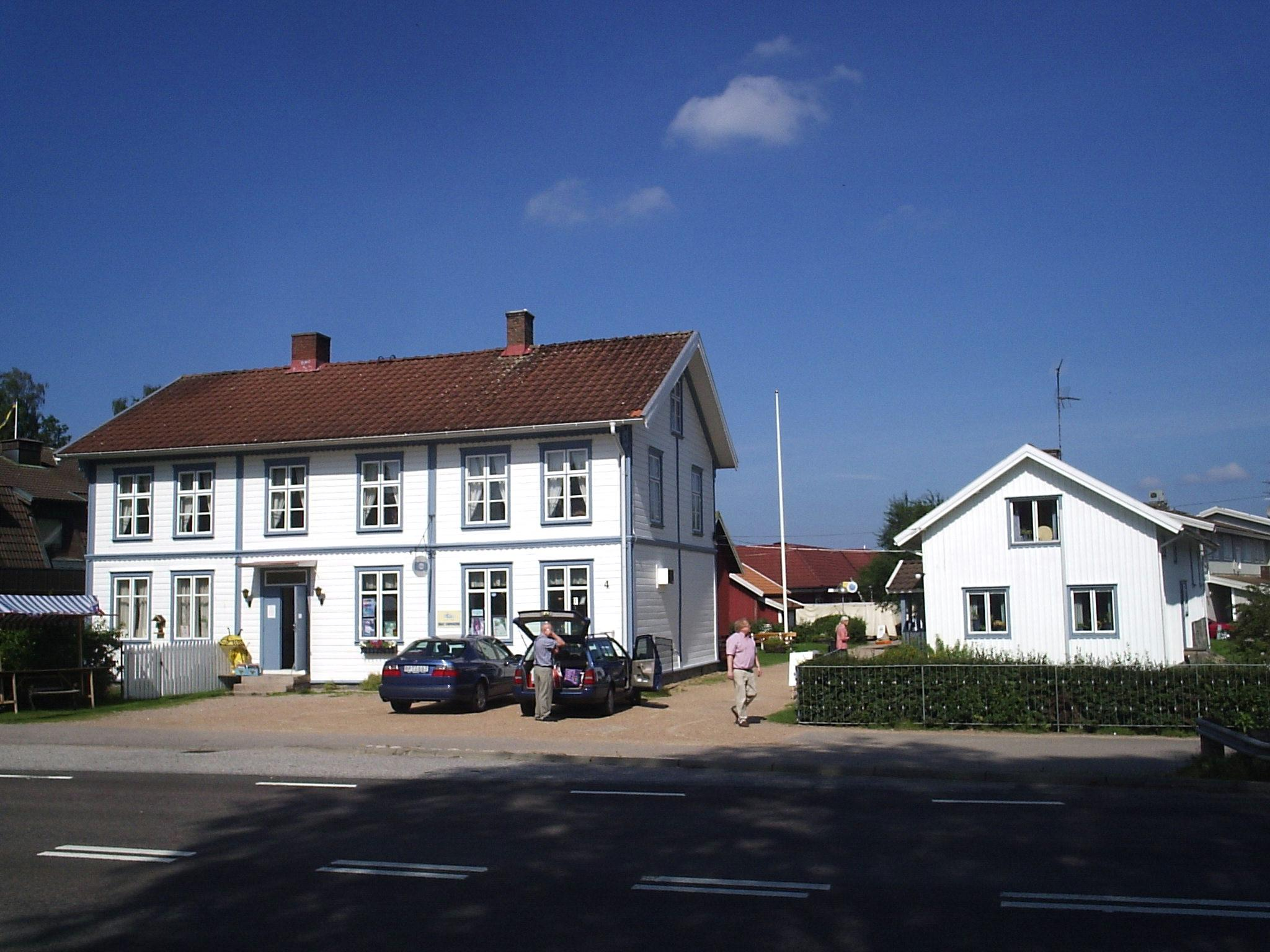

## Verkeer en vervoer
Bij de plaats loopt de Länsväg 160.